# Design inteligent
A nu se confunda cu creaționism evoluționist.
Design inteligent, în original în limba engleză, Intelligent design, este o formă de creaționism care presupune că „anumite caracteristici ale Universului și ale vieții sunt cel mai bine explicate prin existența unei cauze inteligente și nu prin procese nedirijate, așa cum ar fi selecția naturală”, conform exprimării neretorice din engleză, „certain features of the universe and of living things are best explained by an intelligent cause, not an undirected process such as natural selection.”
Susținătorii de bază ai conceptului, care sunt toți asociați cu Discovery Institute din Statele Unite ale Americii, cred că realizatorul designului inteligent, așa numitul designer inteligent, este Dumnezeu, așa cum este cunoscut în creștinism. Adepții designului inteligent afirmă că aceasta este o teorie științifică, căutând, în același timp, redefinirea științei pentru a accepta explicații supranaturale ale tuturor fenomenelor.
Comunitatea științifică consideră designul inteligent ca pseudoștiință.

## Istoric

### Originea conceptului
În 1910, evoluția nu era un subiect de controverse religioase majore în America, dar în anii 1920 controversa fundamentalist-modernistă din teologie a dus la opoziția fundamentaliștilor creștini față de predarea în școli a evoluției, ceea ce a produs creaționismul modern. Predarea evoluției a fost suspendată în mod efectiv în școlile publice din SUA până în anii 1960, când evoluția a fost apoi reintrodusă în programa școlară și au existat o serie de procese în instanță prin care s-a încercat reintroducerea predării creaționismului alături de evoluție la orele de știință. Creaționiștii Pământului tânăr au promovat știința creației ca „o explicație științifică alternativă a lumii în care trăim”. Aceștia au invocat frecvent argumentul existenței unui design pentru a explica complexitatea întâlnită în natură și pentru a demonstra existența lui Dumnezeu.

## Concepte

Una dintre cele mai „simple” forme de viață, Escherichia coli are un sistem motor complex și elice de propulsie, numită flagel bacterian, care conține 40 de piese în mișcare realizate din molecule de proteine. Behe a pretins că acest sistem ar fi ireductibil de complex, susținere despre care s-a dovedit că e eronată.

### Complexitate ireductibilă
Michael Behe este autorul designului inteligent. Behe afirmă că unele mecanisme sunt ireductibil de complexe și este imposibil să fi apărut prin evoluție nedirijată de o inteligență superioară. Behe dă ca exemplu cursa de prins șoareci: orice element am scoate din ea, ea ar deveni nefuncțională, deci o combinație de elemente care nu are nicio funcție. El argumentează că o cursă de șoareci poate apărea doar completă și nu poate fi un produs al unei evoluții prin care elementele se adaugă unul câte unul până când ajung să constituie cursa de șoareci. Ea este diferită de un automobil, care continuă să funcționeze chiar dacă i s-a ars un far.

### Complexitate specifică
Dembski susține că această complexitate specifică este prezentă într-o configurație când poate fi descrisă printr-un tipar care deține o mare cantitate de informație specificată în mod independent, pe care o definește ca având o probabilitate mică de a fi întâlnită. El oferă următorul exemplu pentru a demonstra acest concept: „O singură literă din alfabet este specificată fără a fi complexă. O secvență lungă de litere aleatoare este complexă fără a fi specificată. Un sonet de Shakespeare este atât complex cât și specificat.”

### Univers perfecționat
Designul inteligent scoate în evidență reglarea incredibil de fină a universului, fapt care ar exclude hazardul, implicând aportul unei inteligențe supranaturale și trecând de la biologie la cosmologie. Oamenii de știință au respins acest argument ca nefiind bazat pe dovezi.

## Mișcare

### Religie
Scopul final al mișcării de design inteligent (strategia penei pentru despicat) este crearea unui stat teocratic.

### Reacția celorlalte grupuri de creaționiști
„Ca orice creștin (și ca orice teist) cred că lumea a fost creată de Dumnezeu și prin urmare este „proiectată inteligent”. Ideea de bază a designului inteligent este însă susținerea că acest lucru poate fi demonstrat științific; sunt sceptic referitor la aceasta.

...Pe cât pot vedea, Dumnezeu în mod sigur ar fi putut folosi procese darwiniste pentru crea lumea vie și pentru a o dirija în mersul ei; prin urmare evoluția în sine nu implică faptul că nu ar exista o direcție în istoria vietii. Ceea ce implică acel lucru nu este teoria evoluției in sine, ci evoluția nedirijată, ideea că nici Dumnezeu nici vreo altă persoană nu a intervenit în a ghida, direcționa sau orchestra cursul evoluției. Dar teoria științifică a evoluției, în mod foarte corect, nu afirmă nimic despre ghidarea divină sau lipsa ei. Ea nu afirmă că evoluția ar fi ghidată divin și nici nu susține că nu ar fi așa. Ca aproape oricare alt teist, resping evoluția nedirijată; dar teoria științifică de azi a evoluției — spre deosebire de adaosurile ei filosofice sau teologice — nu afirmă că evoluția nu ar fi dirijată. La fel ca știința în general, evoluția nu face afirmații despre existența sau activitatea lui Dumnezeu.”—Alvin Plantinga

### Reacția  comunității științifice
Cea mai mare societate științifică din lume, AAAS a scris:
„Întrebări și răspunsuri despre evoluție și designul inteligent: Este designul inteligent o alternativă științifică la teoria contemporană a evoluției? Nu. Susținătorii designului inteligent pot folosi limbajul științei dar nu folosesc metodologia ei. Ei nu au propus teste concrete pentru tezele lor, nu există rapoarte despre cercetări din prezent asupra acestor ipoteze la întrunirile relevante ale societăților științifice și nu există o literatură științifică privind astfel de cercetări, publicată în revistele științifice de specialitate. Deci nu a fost demonstrat că designul inteligent ar fi o teorie științifică.”

#### Numeric
Dizidența științifică față de darwinism este o listă a unor oameni de știință care contestă că „toate dovezile științifice cunoscute susțin evoluția [darwinistă]”. Mai multe nume au fost adăugate ulterior, iar în august 2008 lista conținea 761 nume. În urma unui sondaj efectuat de National Center for Science Education (NCSE), a reieșit că unii dintre ei nu erau atât de critici față de teoria evoluției pe cât s-a crede din publicația Institutului Discovery, de exemplu unii dintre ei acceptă descendența comună a viețuitoarelor. Stanley N. Salthe a declarat că nu susține nici evoluția, nici designul inteligent. Robert C. Davidson, medic și om de știință creștin, profesor universitar ieșit la pensie, a abandonat lista semnatarilor. El a susținut că atunci când a semnat nu știa că Institutul Discovery este contra teoriei evoluției și afirmă că institutul promovează un conflict artificial între religie și știință (teza conflictului).
Un semnatar, Forrest Mims, nu are nici doctorat, nici educație științifică universitară. Cel puțin șapte semnatari nu au titluri academice înalte în „inginerie, matematică, științele calculatoarelor, biologie, chimie sau una din științele naturii”. Afilierile profesionale au fost redate în mod cât mai superlativ cu putință, menționând cea mai prestigioasă instituție din cele urmate de absolvent, deși acest lucru este contrar standardelor academice și practicilor profesionale.
Proiectul Steve este o listă de oameni de știință cu numele mic Stephen/Steven sau o variație a acestuia (de ex., Stephanie, Stefan, Esteban, etc.) care „susțin evoluția”. Pagina „Lista de Steve” oferă numărul total de oameni de știință numiți „Steve” care au semnat-o. La 29 mai 2017, Proiectul Steve avea 1416 de semnatari.
„Dacă Proiectul Steve a fost menit să arate că o majoritate considerabilă a comunității științifice acceptă o concepție naturalistă a evoluției, atunci National Center for Science Education (NCSE) și-ar fi putut folosi mai bine energia — acest fapt nu a fost niciodată disputat. Întrebarea mai interesantă este dacă vreun om de știință serios respinge o concepție naturalistă asupra evoluției.”—William Dembski
„După mai mult de un deceniu de eforturi, Discovery Institute a anunțat cu mândrie în 2007 că a determinat 700 de oameni de știință și ingineri cu doctorat să semneze documentul «Dizidență științifică față de darwinism.» Deși numărul poate părea mare unora, el reprezenta un procentaj de mai puțin de 0,023 din oamenii de știință ai lumii. Pe frontul științific al ceea ce se intitula cu tupeu «Războaiele evoluției» darwiniștii au câștigat cu ușurință. Lupta ideologică dintre naturalism (metodologic) și supranaturalism a continuat în principal în fanteziile credincioșilor și în hiperbolele din presă.”—Denis Alexander și Ronald L. Numbers, Biology and Ideology from Descartes to Dawkins, 2010

## Critici

### Critici științifice
Departamentul de biologie la care predă Behe a publicat un avertisment prin care se dezice unanim (minus Behe) de teza lui Behe, afirmând că ea nu constituie știință.
Susținătorii designului inteligent afirmă că știința trebuie să renunțe la naturalismul metodologic care definește știința modernă, dar ei recunosc că designul inteligent nu a fost încă formulat drept teorie (sau mai bine zis ipoteză). Părintele designului inteligent, Phillip E. Johnson, a recunoscut într-un interviu că nu există încă (anul 2006) nicio teorie a designului inteligent. De asemenea, susținătorii designului inteligent afirmă că din start definiția științelor empirice acceptată pe larg este astfel formulată încât să nu permită nicio teorie științifică alternativă la teoria evoluției. Lucru care a fost pledat de ambele părți din Procesul Kitzmiller și criticat de judecător în verdict că lărgirea definiției științelor empirice ar duce la considerarea astrologiei drept știință.
De fapt, se argumentează că naturalismul metodologic nu este o precondiție (presupoziție) pentru a face știință, ci doar un rezultat al științei bine făcute: explicația cu Dumnezeu este cea mai puțin zgârcită (parcimonioasă), deci conform briciului lui Occam ea nu poate fi știință.
Fundația creștină BioLogos declară că în mod clar teoria evoluției nu este o teorie intrată în criză epistemică. (Francis Collins, om de știință credincios în Biblie  și „creștin născut din nou”, a fost primul președinte al fundației, poziție la care a renunțat când a devenit directorul Institutului Național de Sănătate din SUA⁠(en)[traduceți] din 17 august 2009; ulterior a demisionat din funcția de director al institutului, efectiv de la 19 decembrie 2021. Collins este membru al Academiei Pontificale de Științe. De asemenea, el a condus Proiectul „Genomul uman”.)
Enciclopedia Britannica explică faptul că designul inteligent nu poate fi testat empiric și că nu reușește să rezolve problema răului; astfel, nu este nici știință credibilă, nici teologie credibilă.

### Argumente din ignoranță
„Problema fundamentală a designului inteligent este că el nu joacă niciun rol în a explica natura. În esență este un argument negativ. El spune «Evoluția nu ține, deci designerul e responsabil. Evoluția nu ține, deci noi câștigăm din oficiu.»

Dar când îi întrebi «Ce-ți spune designul inteligent cu privire la natură? Îți spune ce a făcut designerul? Îți spune ce a folosit designerul pentru a proiecta ceva anume? Îți spune ce scop a avut designerul în a proiecta ceva anume? Îți spune când a făcut asta designerul? De ce a făcut asta designerul?» Nu-ți spune nimic în această privință. Pe scurt, este un argument negativ. Și nu poți clădi o știință pe un argument negativ.”—Eugenie C. Scott, PBS Nova, Judgment Day, Intelligent Design on Trial, 2007
„Imediat ce ID-ul va fi devenit normă în învățământul olandez, studenții vor putea lua cu ușurință orice examen. De fapt, la fiecare întrebare se poate răspunde cu Dumnezeu. Cum a apărut lumea? Datorită lui Dumnezeu. Cum a apărut structura ADN-ului? Datorită lui Dumnezeu. Care este relația genealogică între maimuță și om? Ambele au fost făcute de Dumnezeu. Din ce particule constă fosfatul de potasiu? Din particule dumnezeiești. De ce se învârte Pământul în jurul Soarelui? Așa a hotărât Dumnezeu. ID-ul are răspunsuri la toate întrebările și tocmai de aceea trebuie privit cu suspiciune.”—Marcel Roes

### Probleme teologice
Biologul și teologul (preotul) catolic Francisco J. Ayala a poreclit designul inteligent drept „design incompetent” afirmând că este o blasfemie să punem în seama lui Dumnezeu designul defectuos al multor organisme (printre care și omul).
„În 2006, directorul Observatorului astronomic al Vaticanului, astronomul iezuit George Coyne, a condamnat designul inteligent drept un fel de « creaționism primitiv » care-l reduce pe Dumnezeu la un simplu inginer.”
„Din punct de vedere științific creaționismul este lipsit de valoare, din punct de vedere filozofic este confuz, iar din punct de vedere teologic este de nereparat. Același lucru este valabil și pentru descendenții săi, teoria designului inteligent. Dar nu-i vom subestima puterea socială și politică.”—Michael Ruse, Stanford Encyclopedia of Philosophy

### Dumnezeul golurilor
Un exemplu al unui asemenea argument, care îl folosește pe Dumnezeu ca explicație pentru una dintre lacunele curente din știința biologică, este după cum urmează: „Datorită faptului că știința curentă nu poate deduce cu exactitate cum a apărut viața, înseamnă că Dumnezeu a cauzat apariția vieții”. Criticii Designului Inteligent, i-au acuzat pe susținători de folosirea acestui tip de argument de bază. Dumnezeul golurilor este tipul unei perspective teologice în care lacunele din cunoașterea științifică sunt considerate a fi dovezi pentru existența lui Dumnezeu. Designul inteligent caută să găsească dovezi pentru existența lui Dumnezeu în lacunele biologiei. Aceasta presupune riscul ca unele din acele lacune să dispară, iar astfel să pice argumentele care se bazau pe lacunele respective.

## Procesul Kitzmiller
Din verdictul Kitzmiller v. Dover Area School District:
„Profesorul universitar Behe a aplicat conceptul de complexitate ireductibilă la doar câteva sisteme special alese: (1) flagelul bacteriilor; (2) cascada biochimică a coagulării sanguine; și (3) sistemul imunitar. Contrar afirmațiilor profesorului universitar Behe cu privire la aceste câteva sisteme biochimice dintre mii și mii de sisteme care există în natură, Dr. Miller a adus dovezi, bazate pe studii cu peer-review, că ele în realitate nu sunt ireductibil de complexe.
Mai întâi, expertul apărării, profesorul universitar Fuller a fost de acord că ID-ul aspiră la « a schimba regulile fundamentale » ale științei iar expertul principal al apărării, profesorul universitar Behe, a admis că această definiție lărgită a științei, care cuprinde ID-ul, ar cuprinde de asemenea astrologia. (28:26 (Fuller); 21:37–42 (Behe)).

Pentru a stabili cum stau faptele, am considerat întrebarea seminală dacă ID-ul este știință. Am conchis că nu este și, mai mult, ID-ul nu se poate detașa de antecedentele sale creaționiste și deci religioase.”—John E. Jones III, Kitzmiller v. Dover Area School District

### Reacție
Conform lui Phyllis Schlafly, „George Bush a fost ales de creștinii evanghelici, John Jones a fost numit judecător de George Bush, deci judecătorul va trebui să nu țină cont de precedentele legale și să dea un verdict care contravine legii.” (În țările de drept jurisprudențial precedentele juridice sunt foarte importante.) Judecătorul Jones este inamovibil, fiind numit pe întreaga lui viață. El este luteran de origine galeză și face parte din Partidul Republican. Este președintele consiliului de conducere al Dickinson College⁠(en)[traduceți] (colegiu de arte liberale care conferă diplome de Bachelor, adică BA și BSc, nivel de licență).

## Statut internațional

### Relația cu islamul
Manualele școlare din Republica Islamică Iran predau teoria evoluției. Islamiștii din Iran nu interpretează Coranul în mod literal, deci mulți dintre ei nu au probleme cu teoria evoluției. În noiembrie 2019 a fost interzisă în Iran vânzarea cărților scrise de Yuval Noah Harari, pe care conservatorii l-au acuzat de „darwinism” și drept având scopul de a submina lent regimul iranian prin răspândirea punctelor de vedere occidentale.

### Relația cu ISKCON
ISKCON se definește prin opoziție față de știința modernă. Conform lui István Keul, Lalitanatha Dasa, autorul cărții Rethinking Darwin: A Vedic Study of Darwinism and Intelligent Design colaborează cu Michael Behe, William Dembski și Jonathan Wells pentru a căuta greșeli în teoria evoluției. ISKCON combate evoluția, pe Darwin și critică metodologia științifică modernă în scopul de a promova viziunea că Vedele conțin de la bun început adevărul științific absolut.

### ID perspectives
- Access Research Network
- Design Inference: The website of William A. Dembski
- Discovery Institute, Center for Science and Culture (Hub of the intelligent design movement)
- EvolutionNews.org Discovery Institute website tracking media coverage of intelligent design.
- ID The Future A multiple contributor weblog by Discovery Institute fellows.
- Intelligent Design Network A nonprofit organization in Kansas to promote intelligent design
- International Society for Complexity, Information, and Design (ISCID) Arhivat în 1 noiembrie 2012, la Wayback Machine.
- Uncommon Descent William Dembski's blog

### Non-ID perspectives
- Intelligent Design, National Academy of Sciences and Institute of Medicine
- Scientific American - 15 Answers to Creationist Questions
- ACLU site on Intelligent Design Arhivat în 10 octombrie 2009, la Wayback Machine.
- Intelligent Design? Arhivat în 20 iunie 2007, la Wayback Machine. special feature in the Natural History Magazine
- Internet Encyclopedia of Philosophy: Design Arguments for the Existence of God
- National Center for Science Education articles and other resources about Intelligent Design Arhivat în 3 aprilie 2005, la Wayback Machine.
- Resolution from the American Association for the Advancement of Science Arhivat în 13 noiembrie 2002, la Wayback Machine.
- Science and Creationism: A View from the National Academy of Sciences Second Edition (1999)
- Talk Origins Archive (Archive of a UseNet discussion group)
- 139 page in-depth analysis of intelligent design, irreducible complexity, and the book Of Pandas and People Arhivat în 21 decembrie 2005, la Wayback Machine. by the Kitzmiller v. Dover Area School District judge
- Kitzmiller: An Intelligent Ruling on 'Intelligent Design' Arhivat în 29 decembrie 2005, la Wayback Machine., JURIST
- ID and Creationism Arhivat în 6 februarie 2010, la Wayback Machine.
- The Design Argument Arhivat în 6 noiembrie 2012, la Wayback Machine. Elliott Sober, 2004.
- Short discussion on Natural Knowledge and Natural Design as a contrast to Intelligent Design Arhivat în 30 decembrie 2008, la Wayback Machine. by Richard Dawkins
- "Without a godlike designer no designerlike God" by Jan Michl, 2006.

### Articole din mass media
- How Not To Critique ID (pdf) Arhivat în 27 iunie 2008, la Wayback Machine. Del Ratzsch's article commenting Niall Shanks's critique of ID
- The Intelligent Design Debate Arhivat în 14 iulie 2011, la Wayback Machine. A general article condemning intelligent design (Capital Weekly)
- Judgment Day: Intelligent Design on Trial A PBS-NOVA documentary on the Dover, PA Intelligent Design trial in 2005.(PBS)
- Discovery's Creation Arhivat în 3 februarie 2007, la Wayback Machine. An overview of the origin of the intelligent design movement. (Seattle Weekly)
- Intelligent Design vs. Evolution Arhivat în 5 iunie 2007, la Wayback Machine. debate between paleontologist Peter Ward and Stephen Meyer co-founder of the Discovery Institute
- Intelligent Design Deja Vu What would "intelligent design" science classes look like? All we have to do is look inside some 19th century textbooks. (The Washington Post)
- How the media have covered ID Arhivat în 9 aprilie 2007, la Wayback Machine. (Columbia Journalism Review)
- Banned in biology class: intelligent design (Christian Science Monitor)
- Devolution (The New Yorker)
- The Evolution Debate (The New York Times)
- Debating Evolution in the Classroom (NPR)
- Darwin Victorious Arhivat în 15 noiembrie 2009, la Wayback Machine. (TIME)
- Intelligent Design: Scientific Inquiry or Religious Indoctrination? Arhivat în 28 septembrie 2007, la Wayback Machine. (Justice Talking)
- Intelligent Judging—Evolution in the Classroom and the Courtroom Arhivat în 20 septembrie 2009, la Wayback Machine. (New England Journal of Medicine)
- Language: Neo-creo: backlash to 'intelligent design' (International Herald Tribune)

### Articole în media românească
- MISTERELE CUVINTELOR / Design, proiect sau plan inteligent?, 28 iulie 2009, Alexandru Ciolan, Ziarul de Duminică